# Zipoites II của Bithynia
Zipoetes II, còn gọi là Zipoites II hoặc Ziboetes II, có thể là Tiboetes II (trong tiếng Hy Lạp: Zιπoίτης hoặc Zιβoίτης) là vua của Bithynia từ năm 279 TCN đến năm 276 TCN.
Ông là con trai của vị vua vĩ đại Zipoetes I của Bithynia, và là em trai vua Nicomedes I của Bithynia. Khi mà Nicomedes cố gắng sát hại ba người em của mình, Zipoetes II là người duy nhất trốn thoát. Sau đó, ông tiến hành một cuộc nổi dậy chống lại Nicomedes và đã thành công trong việc thiết lập sự cai trị độc lập của chính mình trong một khoảng thời gian đối với một phần đáng kể của Bithynia.  Để có thể đánh bại Zipoetes II, Nicomedes đã cho mời những người Gaul dưới sự lãnh đạo của Leonnorius và Lutarius, họ là những người tạo dựng nên xứ Galatia sau này.